# Свобода (Богучарский район)
Свобо́да — село в Богучарском районе Воронежской области.
Входит в состав Филоновского сельского поселения.

## География
Село находится на расстоянии 14 км к северо-западу от города Богучар, административного центра района.

## История
Село основано в 1740 году войсковыми жителями Богучара — Гадючийм и Гончаровым. В 1838 году была построена церковь Иоанна Богослова. В 1930 году образован колхоз «Социализм».
В 1940 году селу Гадючье присвоено наименование Свобода.

## Население
| 1859 | 1897  | 2005 | 2010 |
| ---- | ----- | ---- | ---- |
| 893  | ↗1150 | ↘192 | ↘175 |

## Улицы
- ул. Солнечная,
- ул. Центральная,
- ул. Южная.

## Известные уроженцы
- Прибытков, Григорий Алексеевич (1854—1940) — русский и советский врач, Герой Труда.